# Laòdoc
Segons la mitologia grega, Laòdoc (en grec antic: Λαόδοκος) va ser un heroi fill d'Apol·lo i de Ftia.
Juntament amb els seus germans Doros i Polipetes va regnar al pacífic país dels curets, al nord del golf de Corint. Els tres germans van acollir Etol com a hoste, quan va ser expulsat de l'Èlida per haver mort el rei Apis. Etol va pagar traïdorament la seva hospitalitat, ja que els va matar i es va apoderar del seu regne, expulsant també tots els curetes.